# Diplectrona tasmanica
Diplectrona tasmanica är en nattsländeart som beskrevs av Jacquemart 1965. Diplectrona tasmanica ingår i släktet Diplectrona och familjen ryssjenattsländor. Inga underarter finns listade i Catalogue of Life.